# Puchar Trzech Narodów 2004
Puchar Trzech Narodów 2004 (2004 Tri Nations Series) – dziewiąta edycja Pucharu Trzech Narodów, corocznego turnieju w rugby union rozgrywanego pomiędzy zrzeszonymi w SANZAR trzema najlepszymi zespołami narodowymi półkuli południowej – Australii, Nowej Zelandii i RPA – przed turniejem zajmującymi trzy z pięciu czołowych miejsc rankingu IRB. Turniej odbywał się systemem kołowym pomiędzy 17 lipca a 21 sierpnia 2004 roku.
Reprezentanci RPA po słabej kampanii podczas Pucharu Świata 2003 i skandalu Kamp Staaldraad, na skutek których posady stracili zarówno trener, jak i inni oficjele, odrodzili się w czerwcowych testmeczach. Odnieśli cztery przekonujące zwycięstwa nad Irlandią, Walią i Pacific Islanders, choć w dwumeczu z Irlandią za ich sukces poczytywany byłby remis. Ich siłą była formacja młyna z takimi zawodnikami jak Os du Randt, Bakkies Botha, Schalk Burger. Springboks prowadzeni przez Jake’a White’a do turnieju podchodzili zatem z umiarkowanym optymizmem, a ich los miała określić wyjazdowa seria spotkań. Australijczycy również zwyciężyli w czterech czerwcowych testmeczach ze Szkocją, Anglią i Pacific Islanders prezentując dobrą formę w ataki i obronie, jednak przygotowania ekipy Eddiego Jonesa zostały zakłócone przez urazy, między innymi kapitana George’a Gregana. Z drugiej strony wysoką formą imponowali Stephen Larkham, Matt Giteau, Clyde Rathbone i Lote Tuqiri. Dowodzeni przez Grahama Henry’ego Nowozelandczycy w przeciwieństwie do rywali przystępowali do turnieju mając ustabilizowany skład nie trapiony zbytnio kontuzjami, byli zatem obstawiani w roli faworyta po czterech zwycięstwach nad Anglią, Argentyną i Pacific Islanders.
Otwierający turniej pojedynek w Wellington został rozegrany w strugach deszczu, toteż zawodnicy obu zespołów mieli problemy z kontrolowaniem piłki, co przekładało się na dużą liczbę błędów. All Blacks mieli przewagę zarówno w posiadaniu piłki, jak i terytorium, lecz jedynymi punktami w pierwszej połowie był celny karny Daniela Cartera. W drugiej części meczu obie drużyny zdobyły po podwyższonym przyłożeniu, jednak dwa wykorzystane karne Cartera pozbawiły Australijczyków bonusowego punktu. Zadowolony z postawy nowozelandzkiej formacji młyna dominującej w stałych fragmentach gry był zarówno ich trener, Steve Hansen, jak i kapitan zespołu, Tana Umaga, z kolei dla Eddiego Jonesa pocieszeniem nie była niewielka przegrana przy jedynie dwudziestoprocentowym posiadaniu piłki. Bójka Brendana Cannona z Kevenem Mealamu zakończyła się żółtymi kartkami dla obu graczy oraz zawieszeniem na jeden mecz dla Australijczyka.
W drugim meczu Nowozelandczycy podejmowali RPA w Christchurch, a już w pierwszej minucie Springboks przeprowadzili akcję za siedem punktów. Czterema celnymi karnymi Carter starał się utrzymywać dystans, jednak dwa kolejne podwyższone przyłożenia sprawiły, iż Południowoafrykańczycy na przerwę niespodziewanie schodzili z dziewięciopunktową przewagą. Na drugą część meczu Nowozelandczycy wyszli zdeterminowani i podobnie jak w pierwszym pojedynku dominowali zarówno w posiadaniu piłki, jak i terytorium. Obrona reprezentacji RPA była jednak szczelna, a skuteczne szarże rozbijały nieustające ataki Nowozelandczyków. All Blacks zdobyli jeszcze sześć punktów z karnych, zaś Doug Howlett tuż przed końcem spotkania przebił się na pole punktowe rywali dając zwycięstwo gospodarzom. Mimo rozczarowania Johna Smita porażką jego zespół pokazał, że wraca do stawki najlepszych na świecie.
Zawodnikom z RPA nie udało się wygrać również kolejnego spotkania, tym razem z Australijczykami, choć prowadzenie w Perth zmieniało się siedmiokrotnie. W pierwszym kwadransie zespoły zdobyły po jednym przyłożeniu, do tego dwa karne dołożył Percy Montgomery. Stephen Larkham słabo wszedł w mecz, bowiem jego podanie przechwycił Jean de Villiers, który zamienił je na pięć punktów. Australijczyk, wybrany następnie najlepszym zawodnikiem meczu, jeszcze przed przerwą sam wdarł się jednak na pole punktowe rywali niwelując stratę do jednego punktu, a także miał swój udział w dwóch przyłożeniach swojej drużyny w drugiej połowie. Podobnie jak tydzień wcześniej Południowoafrykańczykom nie udało się ustawić szczelnej obrony, bowiem w siedemdziesiątej minucie Clyde Rathbone, były juniorski reprezentant RPA, zdobył przyłożenie dające Australijczykom bonusowe zwycięstwo, bowiem desperackie ataki Springboks nie przyniosły rezultatu. Setny mecz George’a Gregana zatem okazał się zwycięski.
Pierwszą porażkę Graham Henry odniósł w wyjazdowym spotkaniu z Australijczykami. Mimo przewagi gospodarzy to Nowozelandczycy dwukrotnie prowadzili w pierwszej połowie dziewięcioma punktami dzięki karnym Cartera, jednak jeszcze przed przerwą do stanu 12–12 w ten sam sposób doprowadził Matt Giteau. W czasie, gdy dziesięciominutową karę za zbyt wiele zespołowych przewinień odbywał Ali Williams, Wallabies zdobyli jedyne przyłożenie meczu, obie drużyny wymieniły się jeszcze dwukrotnie karnymi, toteż pięciopunktowa przewaga utrzymała się do końcowego gwizdka. Australijczycy byli stroną aktywniejszą, przebijali się przez obronę rywali oraz wygrywali ich auty, Lote Tuqiri prócz przyłożenia dwukrotnie został zatrzymany tuż przed linią pola punktowego, wyróżnili się również Nathan Sharpe, George Smith i Phil Waugh, zaś Gregan wyrównał rekord Davida Campese w liczbie występów w narodowych barwach.
Ostatnie dwa mecze turnieju odbyły się w Południowej Afryce. W pierwszym z nich gospodarze podejmowali Nowozelandczyków, którzy rozpoczęli z animuszem – Mils Muliana wykorzystał stratę przeciwników, pokonał ich obronę i zdobył przyłożenie. Trzy punkty z karnego zwiększyły przewagę All Blacks do dziesięciu punktów już w szóstej minucie, Południowoafrykańczycy wkrótce odpowiedzieli jednak dwoma przyłożeniami Mariusa Jouberta i jednym Breytona Paulse, przy których asystowali Montgomery, De Wet Barry i Joe van Niekerk. Wynik do przerwy wynosił zatem 19–13, choć przewaga mogłaby być jednak większa, gdyby Montgomery celnie wykorzystywał dyktowane na ich korzyść karne. Walijski arbiter Nigel Williams musiał opuścić boisko po piętnastu minutach, a jego miejsce zajął Irlandczyk Donal Courtney. Po wymianie karnych na początku drugiej części meczu dzięki swej sile Joe Rokocoko zdobył przyłożenie, a udane podwyższenie Andrew Mehrtensa pozwoliło Nowozelandczykom wyjść na prowadzenie. Kopacze ponownie zdobyli po trzy punkty, do ostatniego kwadransa Springboks przystępowali zatem ze stratą jednego punktu. Jednak mający wyraźną przewagę gospodarze wciąż naciskali – kolejne pięć punktów zdobył de Villiers, a następnie hat tricka skompletował Joubert zostając tym samym drugim południowoafrykańskim zawodnikiem, który dokonał tego wyczynu przeciw All Blacks. Reprezentanci RPA przerwali tym meczem passę ośmiu porażek z rzędu z tym rywalem jednocześnie pozostawiając sprawę tytułu otwartą
Tytuł był więc na szali do ostatniego spotkania – Australijczykom wystarczał w nim choćby remis, Springboks musieli zaś wygrać. Od początku meczu dominowali gospodarze, byli jednak zmuszani do błędów przez dobrą obronę Wallabies, rzadko posiadający piłkę goście tworzyli zaś bardziej konstruktywne akcje. Pierwsze pół godziny momentami chatotycznej, pełnej błędów gry minęło bez punktów po nieudanych kopach z obu stron, dopiero w 32 minucie wygwizdywany przez lokalną publiczność Rathbone podkopnięciem wystawił piłkę Tuqiriemu, który przyłożył ją blisko słupów. Jedyne punkty dla reprezentacji RPA zdobył pod koniec tej połowy z odległego karnego Montgomery, więc niespodziewanie to Australijczycy schodzili na przerwę prowadząc 7–3. Zmotywowani Springboks odważnie zaczęli drugą część meczu, wyróżniający się Victor Matfield zdobył przyłożenie, po czym asytował przy kolejnym. Montgomery podwyższył oba, dodał dwa celne karne i w 63 minucie jego zespół prowadził 23–7. Gdy wydawało się, że nic nie odbierze gospodarzom zwycięstwa, nastąpił powrót do gry Australijczyków zainspirowany w 70 minucie żółtą kartką dla Montgomery’ego za zaatakowanie w powietrzu Chrisa Lathama. Wykorzystali oni liczebną przewagę poprzez siedem punktów Stirlinga Mortlocka i Giteau, a gdy boisko opuścił drugi z Południowoafrykańczyków kolejne przyłożenie zdobył George Smith. To jednak nie zostało podwyższone, więc przegrywający czterema punktami Wallabies do zwycięstwa w turnieju potrzebowali akcji za minimum pięć punktów – zła decyzja taktyczna Smitha spowodowała, że piłka wyszła w aut i po chwili wahania sędzia odgwizdał koniec meczu ku aprobacie ponadpięćdziesięciotysięcznej widowni. Dla południowoafrykańskiej reprezentacji był to pierwszy triumf od edycji 1998 i obwieścił ich powrót do światowej czołówki. Za słabą postawę w formacji autowej Brendan Cannon częściowo obwiniał hałas panujący na widowni. Była to pierwsza w historii edycja, w której gospodarze wygrali wszystkie pojedynki.

## Mecze
| 17 lipca 200419:35 | Nowa Zelandia                   | 16:7(3:0) | Australia                    | Westpac Stadium, Wellington Widzów: 38 000 Sędzia: Alain Rolland |
| 17 lipca 200419:35 | Howlett 5 (P) Carter 11 (pd 3K) | 16:7(3:0) | Giteau 2 (pd) Mortlock 5 (P) | Westpac Stadium, Wellington Widzów: 38 000 Sędzia: Alain Rolland |
| 17 lipca 200419:35 | Mealamu                         | 16:7(3:0) | Cannon                       | Westpac Stadium, Wellington Widzów: 38 000 Sędzia: Alain Rolland |

| 24 lipca 200419:35 | Nowa Zelandia                              | 23:21(12:21) | Południowa Afryka                                             | Jade Stadium, Christchurch Widzów: 36 000 Sędzia: Andrew Cole |
| 24 lipca 200419:35 | Howlett 5 (P) Carter 15 (5K) Spencer 3 (K) | 23:21(12:21) | Montgomery 6 (3pd) Preez 5 (P) Cronje 5 (P) de Villiers 5 (P) | Jade Stadium, Christchurch Widzów: 36 000 Sędzia: Andrew Cole |

| 31 lipca 200418:05 | Australia                                                                            | 30:26(15:16) | Południowa Afryka                                                              | Subiaco Oval, Perth Widzów: 42 507 Sędzia: Chris White |
| 31 lipca 200418:05 | Burke 2 (pd) Giteau 8 (pd 2K) Latham 5 (P) Rathbone 5 (P) Tuqiri 5 (P) Larkham 5 (P) | 30:26(15:16) | Montgomery 11 (pd 3K) de Villiers 5 (P) du Toit 5 (P) van der Westhuyzen 5 (P) | Subiaco Oval, Perth Widzów: 42 507 Sędzia: Chris White |

| 7 sierpnia 200420:05 | Australia                                | 23:18(12:12) | Nowa Zelandia                               | Stadium Australia, Sydney Widzów: 83 418 Sędzia: Jonathan Kaplan |
| 7 sierpnia 200420:05 | Burke 6 (2K) Giteau 12 (4K) Tuqiri 5 (P) | 23:18(12:12) | Mehrtens 3 (K) Spencer 3 (K) Carter 12 (4K) | Stadium Australia, Sydney Widzów: 83 418 Sędzia: Jonathan Kaplan |
| 7 sierpnia 200420:05 | Williams                                 | 23:18(12:12) |                                             | Stadium Australia, Sydney Widzów: 83 418 Sędzia: Jonathan Kaplan |

| 14 sierpnia 200415:00 | Południowa Afryka                                                     | 40:26(19:13) | Nowa Zelandia                                      | Ellis Park, Johannesburg Widzów: 62 875 Sędzia: Nigel Williams / Donal Courtney |
| 14 sierpnia 200415:00 | Montgomery 15 (3pd 3K) Paulse 5 (P) de Villiers 5 (P) Joubert 15 (3P) | 40:26(19:13) | Mehrtens 16 (2pd 4K) Rokocoko 5 (P) Muliaina 5 (P) | Ellis Park, Johannesburg Widzów: 62 875 Sędzia: Nigel Williams / Donal Courtney |

| 21 sierpnia 200415:00 | Południowa Afryka                                       | 23:19(3:7) | Australia                                              | ABSA Stadium, Durban Widzów: 52 247 Sędzia: Paddy O’Brien |
| 21 sierpnia 200415:00 | Montgomery 13 (2pd 3K) van Niekerk 5 (P) Matfield 5 (P) | 23:19(3:7) | Giteau 4 (2pd) Smith 5 (P) Tuqiri 5 (P) Mortlock 5 (P) | ABSA Stadium, Durban Widzów: 52 247 Sędzia: Paddy O’Brien |
| 21 sierpnia 200415:00 | Montgomery · Paulse                                     | 23:19(3:7) |                                                        | ABSA Stadium, Durban Widzów: 52 247 Sędzia: Paddy O’Brien |